# Аян-Юрях
Аян-Юрях (якут. Айан Υрэх, «Дорожная Речка»; в верхнем течении — Аян-Петля) — река в Магаданской области России, левый исток Колымы (при слиянии с рекой Кулу и образуется Колыма).
Является 16-й по длине и 9-й по площади бассейна притоком Колымы. Климат в бассейне реки суровый, снеговой покров может держаться до 9 месяцев.

## Этимология
Название реки имеет тюркское происхождение и образовано от якутского Айан үрэх со значением «река, по которой проходит дорога» — по этой реке зимой проходил почтовый тракт.

## Гидрография
Длина реки — 237 км, площадь водосборного бассейна — 24 100 км². Исток реки находится на склонах Халканского хребта на высоте 992 м,где имеет характер горной реки с уклонами более 7 ‰. Далее Аян-Юрях течёт по Нерскому плоскогорью. В среднем течении уклоны уменьшаются до 2,5-1,6 ‰, река становится полугорной, что составляет 64 % длины Аян-Юрях. Средний уклон реки 1,9 ‰.
Русло реки меандрирует, разбивается на рукава и пойменные протоки. Участки врезанного русла занимают около 1 % длины реки, широкопойменного — до 29 %. Дно сформировано валунами и галькой.

### Водный режим
Питание реки дождевое и снеговое. Река начинает замерзать в конце октября, освобождается ото льда в конце мая. Весенне-летнее половодье приходится май-июнь, тогда происходит 45 % годового стока. Летом проходят дождевые паводки. Размах сезонных изменений уровней воды не более 2,4 м.
Среднемноголетний расход воды ниже устья реки Эмтегей (103 км от устья) составляет 80 м³/с, объём стока 2,52 км³/год, модуль стока 3,3 л/(с×км²)).

### Химический состав
Минерализация воды в пределах 10—50 мг/л. По химическому составу вода реки относится к гидрокарбонатному классу и кальциевой группе с повышенным содержанием сульфатов. Мутность воды 70-90 г/м³.

## Хозяйственное значение
В бассейне реки ведётся разработка россыпных месторождений золота. На левом берегу Аян-Юряха были расположены горняцкие посёлки Адыгалах и Кадыкчан.

## Исторические сведения
Название произошло от якут. Айан үрэх, что означает «река, по которой проходит дорога». Впервые название было нанесено на карту геодезистом К. А. Салищевым в 1929 году. По реке проходил старинный почтовый Оймяконо-Сеймчанский тракт, по которому доставляли почту и транспортировали различные грузы. Путь через этот тракт был значительно короче, чем через Верхоянский хребет и город Зашиверск, ныне не существующий.
По этому тракту в начале XX века из Сеймчана в Якутск через Оймякон проехал колымский исправник Н. М. Берёзкин, с целью установления пригодности данного маршрута для транспортировки на Колыму грузов больших объёмов. Берёзкин забраковал этот путь, поскольку посчитал, что он труднопроходим. Несмотря на такой вывод Берёзкина, в 1929 году через этот тракт прошёл караван, состоявший из 88 лошадей с проводниками (каюрами). Караван проследовал от верховий Аян-Юряха до Лошкалаха и до Таскана и вёз груз Колымской экспедиции АН СССР. Этой экспедицией руководил геолог С. В. Обручев. Впоследствии Оймяконо-Сеймчанский тракт часто использовался геологическими партиями «Дальстроя».

## В литературе
Упомянута в стихотворении «За речку Аян-Урях» из лагерного цикла Варлама Шаламова и песне Александра Дулова, положившем на музыку это стихотворение Шаламова.

## Притоки
Объекты перечислены по порядку от устья к истоку.
- 2 км: Быстрый
- 15 км: Берелёх
- 26 км: Полковник
- 29 км: Генерал
- 30 км: Тырселях
- 43 км: Гаврилов
- 48 км: Лошкалах
- 52 км: Большой Эрдзоштах
- 53 км: Малый Эрдзоштах
- 64 км: Имега
- 66 км: Тарбыкин
- 69 км: Карбыннак
- 70 км: Истыннах
- 74 км: река без названия
- 77 км: Соготох
- 79 км: Боролбот
- 83 км: Беличан
- 88 км: Олбот
- 94 км: Большой Хатыннах
- 95 км: Чагачаннах
- 99 км: Малый Хатыннах
- 99 км: Ямский
- 102 км: Киенг-Юрюе
- 102 км: Эгелях
- 103 км: Эмтегей
- 109 км: Хинике
- 112 км: Тарынах
- 120 км: Кылайбыт
- 127 км: Адыгалах
- 136 км: Дусканья
- 144 км: Бастах
- 144 км: Петеникан
- 145 км: Эелик
- 154 км: Ошибка
- 163 км: Кон-Юрях
- 173 км: Берелёх-Юрюе
- 175 км: Последний
- 177 км: Стоячий
- 185 км: Бячела
- 186 км: Контрандья
- 195 км: Мал. Бячела
- 204 км: Чубукалах
- 205 км: река без названия
- 211 км: Встречный
- 218 км: река без названия